# Jacques van Mourik

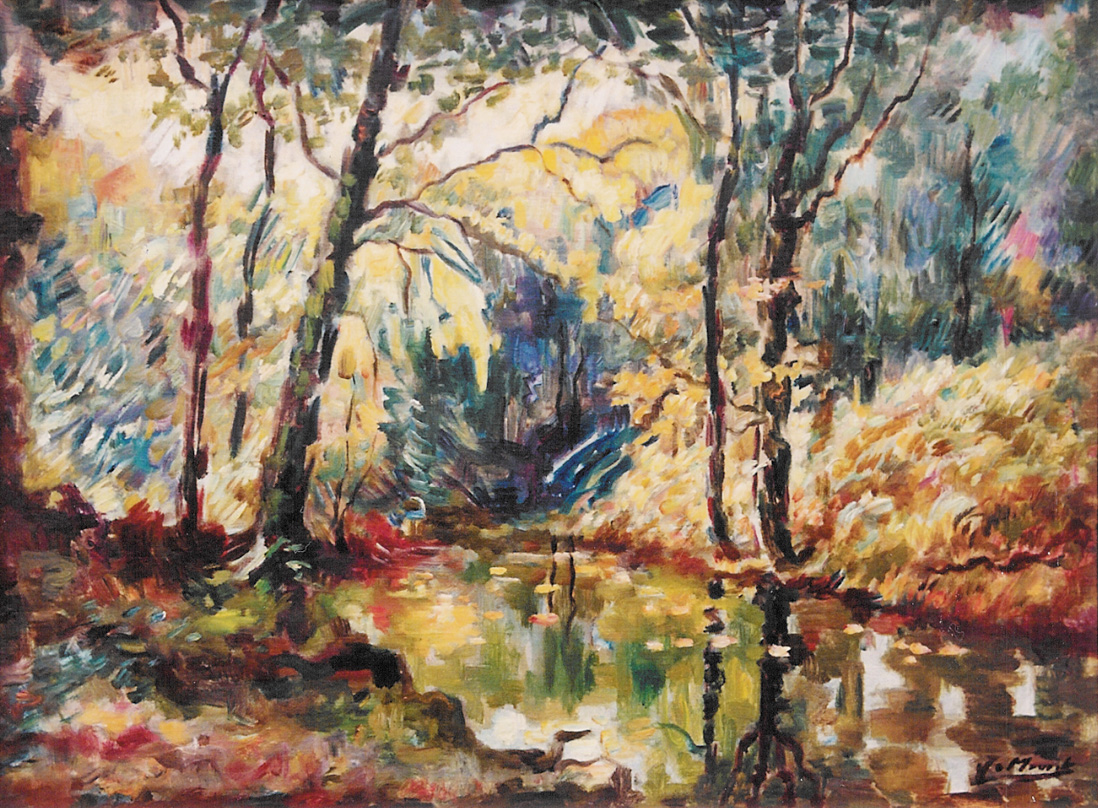
Het Groene Water, door Jacques van Mourik, rond 1930.

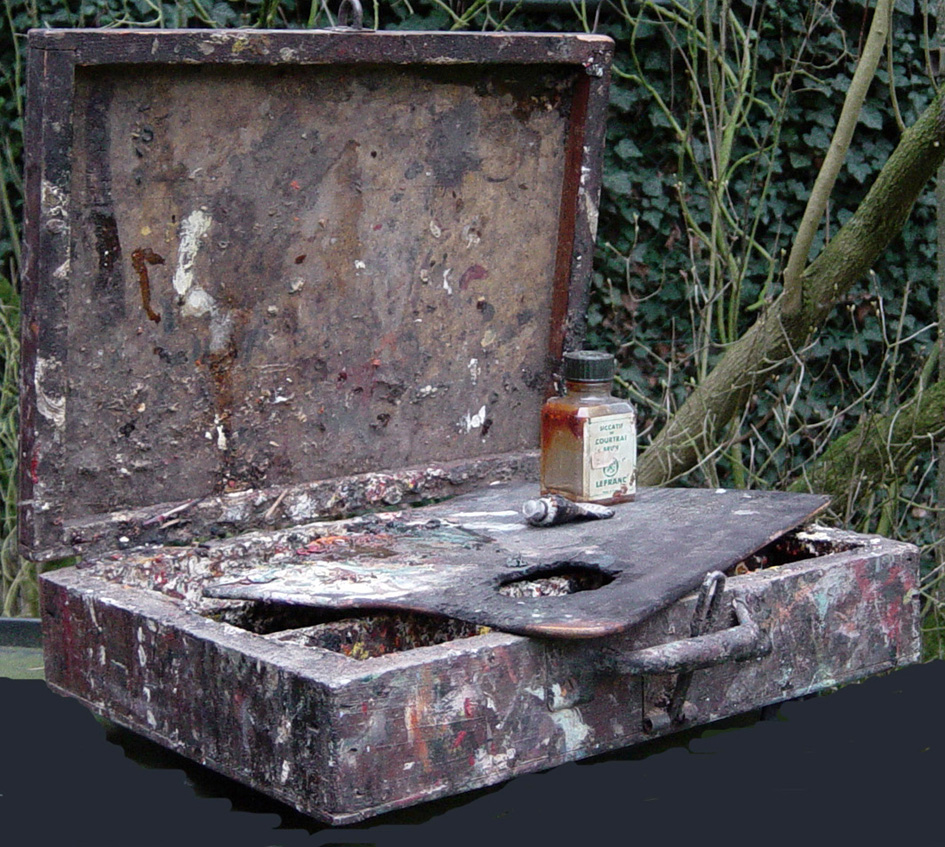
Het schildergerei van Jacques van Mourik.

Jacob Adriaan (Jacques) van Mourik (Amsterdam, 12 november 1879 - Plasmolen, 30 december 1971) was een Nederlandse kunstschilder, die een groot deel van zijn leven heeft gewoond en gewerkt in Plasmolen, destijds een dorp nabij Mook, nu behorende tot de gemeente Mook-Middelaar in Noord-Limburg.
Mede door zijn aanwezigheid kwamen in het begin van de 20ste eeuw veel kunstenaars naar Plasmolen en werd het dorp een zgn. 'schildersdorp'. Van Mourik schilderde en tekende vooral bosgezichten, paarden en portretten.

## Levensloop
Van Mourik werd geboren als zoon van notaris Cornelis van Mourik (1843-1903) en Maria van der Goes (1846-1907). Hij volgde opleidingen aan de Academie voor Beeldende Kunsten in Düsseldorf en de Rijksakademie van Beeldende Kunsten in Amsterdam, waar hij onder meer les kreeg van August Allebé.
Begin 20ste eeuw vertrok hij naar Plasmolen, waar hij vrijwel zijn hele verdere leven zou wonen en werken. Hij trok met vriend en kunstschilder Dirk Ocker korte tijd rond in een woonwagen en verkocht onderweg werk. Voor de Eerste Wereldoorlog maakte hij verschillende studiereizen naar Frankrijk en Italië en werkte hij onder meer in Amsterdam en Parijs. Vanaf 1906 woonde hij permanent aan de huidige Schildersweg in Plasmolen, waar hij tien jaar later trouwde met Maria Cox, dochter van kunstschilder Gerard Cox sr.. Uit zijn eerste huwelijk werd in 1917 zijn enige dochter Ity (Maria Margaretha) (1917-1999). Na een scheiding hertrouwde hij in 1935 met de schilderes Mies Tom. Dat huwelijk werd in 1942 eveneens door scheiding werd ontbonden.
In de Tweede Wereldoorlog werd bij het bombardement op Nijmegen de galerie waar zijn werk hing getroffen en ging een groot deel van zijn werk verloren. Zijn huis in Plasmolen werd tijdens de septemberdagen van 1944 verwoest. Na de oorlog woonde hij tijdelijk in Berg en Dal. Van Mourik kreeg veel portretopdrachten, mede dankzij Louis de Bourbon, burgemeester van Oss en dichter, die bij Van Mourik ondergedoken was geweest. Vanaf 1954 bewoonde Van Mourik in Plasmolen een nieuwe woning die op de fundamenten van het verwoeste huis was gebouwd door zijn dochter. Van Mourik was tot kort voor zijn dood als beeldend kunstenaar actief. Hij werd onder grote belangstelling gecremeerd in Dieren.

## Stichting Jacques van Mourik
De in 1992 opgerichte Stichting Jacques van Mourik heeft als verzamelgebied leven en werk van de kunstenaars in het grensgebied van Limburg, Noord-Brabant en Gelderland. Het zwaartepunt binnen de collectie ligt op het werk van de schilders in het schildersdorp Plasmolen in de periode ca 1900 - ca 1940 rondom de schilder Jacques van Mourik. De laatste jaren wordt ook werk van de huidige generaties kunstenaars uit de regio toegevoegd. Met de komst van de schilder Jacques van Mourik, die zich er in 1900 vestigde, begon Plasmolen zich te ontwikkelen tot een waar kunstenaarsdorp.
De stichting heeft zich met de hulp van vrijwilligers onder meer bezig gehouden met het verzamelen van werk en gegevens met betrekking tot de kunstenaars die in de regio rondom Plasmolen hebben gewerkt vanaf ca. 1900. De stichting bouwde een collectie op van ruim 600 kunstwerken, alsmede een documentatie van ruim 7000 foto’s, knipsels en boeken. Meerdere sponsors dragen bij, het zij door een donatie, hetzij ‘in natura’, opdat Stichting Jacques van Mourik haar taken goed kan uitvoeren.
Het dorp Plasmolen (en omgeving) was een van weinige Nederlandse schildersdorpen en het enige in de provincie Limburg. Plasmolen is sinds 2009 officieel erkend door de European Federation of Artists’ Colonies (EuroArt) als ‘European Artist colony’.
Sinds mei 2024 is Kunsthalte Plasmolen, een initiatief van Stichting Jacques van Mourik, geopend in het vroegere VVV kantoor aldaar.